# Sh2-99
Sh2-99 è una nebulosa a emissione visibile nella costellazione del Cigno.
Si individua nella parte centro-meridionale della costellazione, sul bordo di un tratto della Via Lattea molto luminoso, vicino al tratto oscurato dai grandi complessi nebulosi della Fenditura del Cigno. Possiede una forma allungata e irregolare; il periodo migliore per la sua osservazione nel cielo serale ricade fra i mesi di giugno e novembre.
Sh2-99 è una regione H II piuttosto remota, essendo situata sul Braccio del Cigno a una distanza di circa 8000 parsec (26100 anni luce); si ritiene che si tratti di una controparte ottica della grande regione di formazione stellare associata alla forte radiosorgente W58, situata alla medesima distanza e quindi nello stesso ambiente galattico. W58 appare suddivisa in tre componenti principali, chiamate W58A, W58B e W58C; l'ultima componente è a sua volta costituita da due regioni H II ultracompatte, indicate come C1 e C2, cui sono connessi due filamenti estesi più deboli, rispettivamente indicati come C3 e C4 ed estesi a nordovest e sudest delle due nubi principali. Alla nube ultracompatta C1 è inoltre associato un maser con emissioni OH, denominato ON 3; a questo si aggiungono altri due maser con emissioni H2O, uno con emissioni CH3OH e un altro OH, individuati sempre in direzione di W58, più tre sorgenti di radiazione infrarossa catalogate come IRAS 19589+3320, IRAS 19598+3324 e IRAS 19597+3327. La seconda di queste sorgenti coincide di fatto con la regione H II compatta W58A. Nella stessa regione di formazione stellare si troverebbe anche la vicina nebulosa Sh2-100, in passato scambiata per una nebulosa planetaria.